# СРСР на літніх Олімпійських іграх 1988
Збірна Радянського Союзу змагалася в останній раз на літніх Олімпійських іграх 1988 в Сеулі до того, як СРСР розвалився. Делегація складалася з 481 учасників: 319 чоловіків і 162 жінок, що взяли участь у 221 змаганнях з 27 видів спорту. Прапороносцем на церемонії відкриття був Олександр Карелін.
До складу збірної входили росіяни, українці, литовці, білоруси, грузини, естонці, латвійці та представники інших з 15 республік СРСР. Всього вони завоювали 132 медалі, з яких 55 золотих, 31 срібна та 46 бронзові, ставши першими в загальному заліку по медалях.
На наступних Іграх 1992 року спортсмени з 12 колишніх радянських республік будуть змагатися як Об'єднана команда, а надалі кожна країна буде виставляти власні незалежні спортивні команди.

## Українські медалісти

### Золото
- Віктор Бризгін — легка атлетика, естафета 4*100 м.
- Геннадій Авдєєнко — легка атлетика, стрибки у висоту.
- Сергій Бубка — легка атлетика, стрибки з шестом.
- Ольга Бризгіна — легка атлетика, біг на 400 м.
- Тетяна Доровських — легка атлетика, біг 3000 м.
- Ольга Бризгіна, Пінігіна Марія — легка атлетика (біг, естафета 4х400 м)
- Білостінний Олександр, Волков Олександр, Гоборов Валерій — баскетбол.
- Кириченко Олександр — велоспорт, трек, гіт 1000 м.
- Бєлоглазов Сергій — вільна боротьба (57кг)
- Джигалова Людмила — легка атлетика (біг естафета 4х400 м)
- Монаков Дмитро — стрільба стендова (траншейний стенд)
- Стражева Ольга — спортивна гімнастика (командний залік)
- Шкурнова Ольга — волейбол.
- Леонід Дорошенко, Олександр Тучкін — гандбол.
- Володимир Лютий, Олексій Михайличенко, Ігор Добровольський, Володимир Татарчук, Вадим Тищенко, Олексій Чередник, Євген Яровенко — футбол. Головний тренер Анатолій Бишовець.

### Срібло
- Юрій Сєдих — метання молота.
- Сливинський Михайло Ярославович — каное-одиночки на 500 метрів.
- Ігор Нагаєв, Сергій Кірсанов, Олександр Мотузенко — веслування на байдарах-четвірках на 1000 м.
- Георгій Погосов — шабля.
- Павло Гурковський, Віктор Омельянович, Микола Комаров — академічне веслування, вісімка.
- Ірина Калімбет, Світлана Мазій, Інна Фролова — академічне веслування, четвірка.
- Олександр Сорокалет, Юрій Панченко — волейбол.
- Олексій Бориславський — плавання.
- Сергій Мандригасов — фехтування.
- Володимир Ткаченко — плавання.

### Бронза
- Олександра Тимошенко — художня гімнастика.
- Геннадій Авраменко — кульова стрільба.
- Олександр Марченко — веслування.
- Карлова Лариса, Турчина Зінаїла, Базанова Марина, Горб Тетяна, Манькова Світлана, Митрюк Наталія, Немашкало Олена, Русначенко Наталія, Семенова Ольга, Товстоган Євгенія — гандбол.
- Самоленко (Доровських) Тетяна — Легка атлетика.
- Юрій Тамм — Легка атлетика
- Берендюга Віктор, Смирнов Микола — Водне поло
- Жупієва Олена — Легка атлетика
- Лозик Валерій — Плавання
- Москаленко Лариса — Вітрильний спорт.
- Поварніцин Рудольф — Легка атлетика.
- Тишко Михайло — Фехтування.
- Чупиховська Ірина — Вітрильний спорт
- Ярощук Вадим — Плавання.